# Трещакивский, Лев
Лев Трещакивский  (укр. Лев Трещаківський; 1810, Станиславов — 17 мая 1874) — галицко-русский общественно-политический деятель, греко-католический священник.

## Биография
После окончания богословского теологического факультета Львовского университета им. Яна Казимира, прошел курс обучения в духовной семинарии. Рукоположен в 1840 году. Служил священником в селах Коршив (возле Коломыи), Рудно (около Львова) и в Городке.
В 1848-1851 Лев Трещакивский — один из самых деятельных членов Главной русской рады, автор многих обращений к австрийскому парламенту и правительству в Вене, инструкций для депутатов райхстага, протестов, воззваний к полякам и немецким поселенцам.
Последовательно боролся за внедрение в официальный обиход украинского языка, за разделение Галиции по этническому принципу на две провинции.
Трещакивский был инициатором сооружения памятника Б.Хмельницкому и создания Русского Народного Дома во Львове. Разработал проект учреждения русского театра («Руська бесіда») в галицкой столице.
Во время работы Собора русских ученых во Львове выступил с докладом о необходимости подъема земледелия.
В июле 1848 выступил одним из соучредителей культурно-образовательного учреждения - Галицко-русская матица.
В 1861-1866 Трещакивский избирался депутатом Галицкого сейма.
Был одним из активистов движения трезвости и организаторов "Братств трезвости" в Галичине. В июле 1861 года Трещакивский, как депутат, официально обращался к руководителям галицкого сейма с просьбой усилить борьбу с пьянством и обеспечить соблюдение законов, регулирующих торговлю алкогольными напитками. Его запрос был опубликован в газете. В следующем году он через газету призвал священников учреждать в Галиции (особенно в горных районах) общества трезвости

"если может это делать священник в Ирландии, то почему не может наш ?"
Является автором многочисленных статей в журналах "Зоря галицкая", "Галичо-рускій вестникь", "Union" .
Лев Трещакивский в 1855 году написал первый украинский учебник по пчеловодству — "Наука о пчоловодстві" .
В честь Льва Трещакивского в Львове названа одна из улиц.